# آيت بومليك (آيت عيسى)
آيت بومليك هو دُوَّار يقع بجماعة تسقي، إقليم أزيلال، جهة بني ملال خنيفرة في المملكة المغربية. ينتمي الدوّار لمشيخة آيت عيسى التي تضم 3 دواوير. يقدر عدد سكانه بـ 697 نسمة حسب الإحصاء الرسمي للسكان والسكنى لسنة 2004.

## وصلات خارجية
- البوابة الوطنية للجماعات الترابية
- المندوبية السامية للتخطيط